# 肖尼鎮區 (密蘇里州開普吉拉多縣)
肖尼鎮區（英語：Shawnee Township）是位於美國密蘇里州開普吉拉多縣的一個行政鎮區。

## 地方資料
肖尼鎮區的面積為239.21平方千米，當中陸地面積為234.05平方千米，而水域面積為5.16平方千米。根據2020年美國人口普查的數據，當地共有人口4312人，而人口密度為每平方千米18.03人。